# The Grasp of Greed

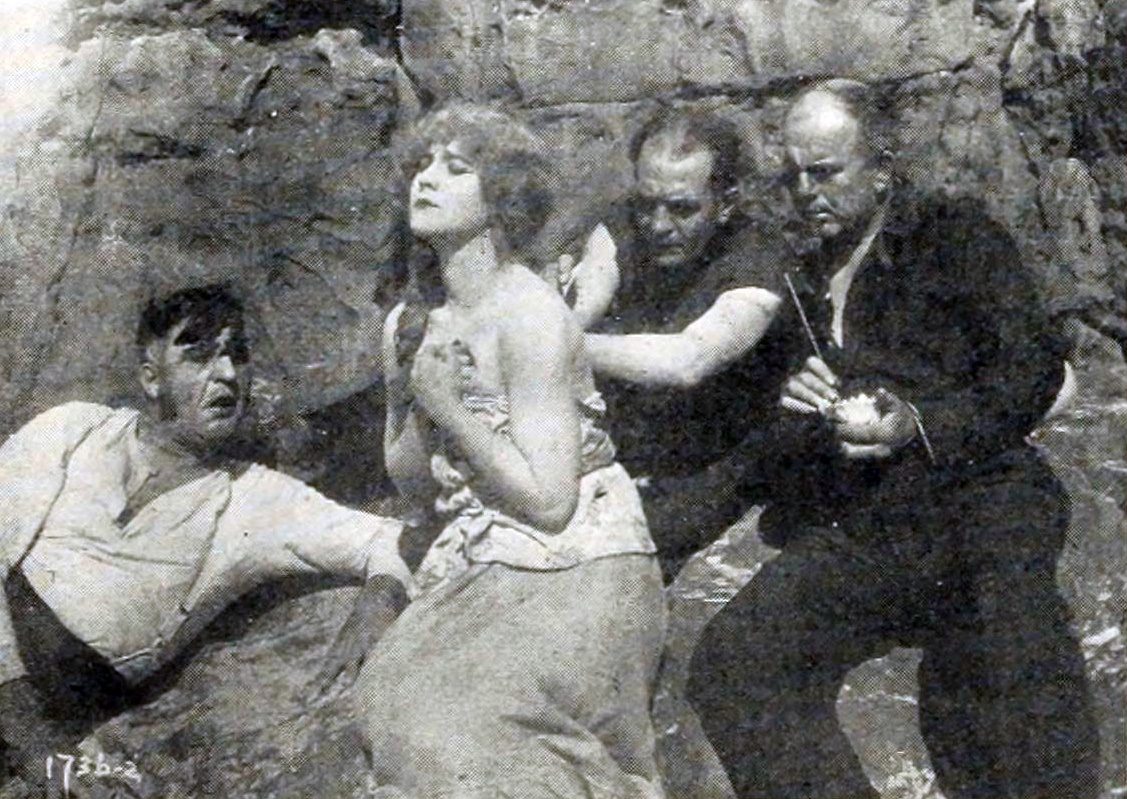
The Grasp of Greed (1916)

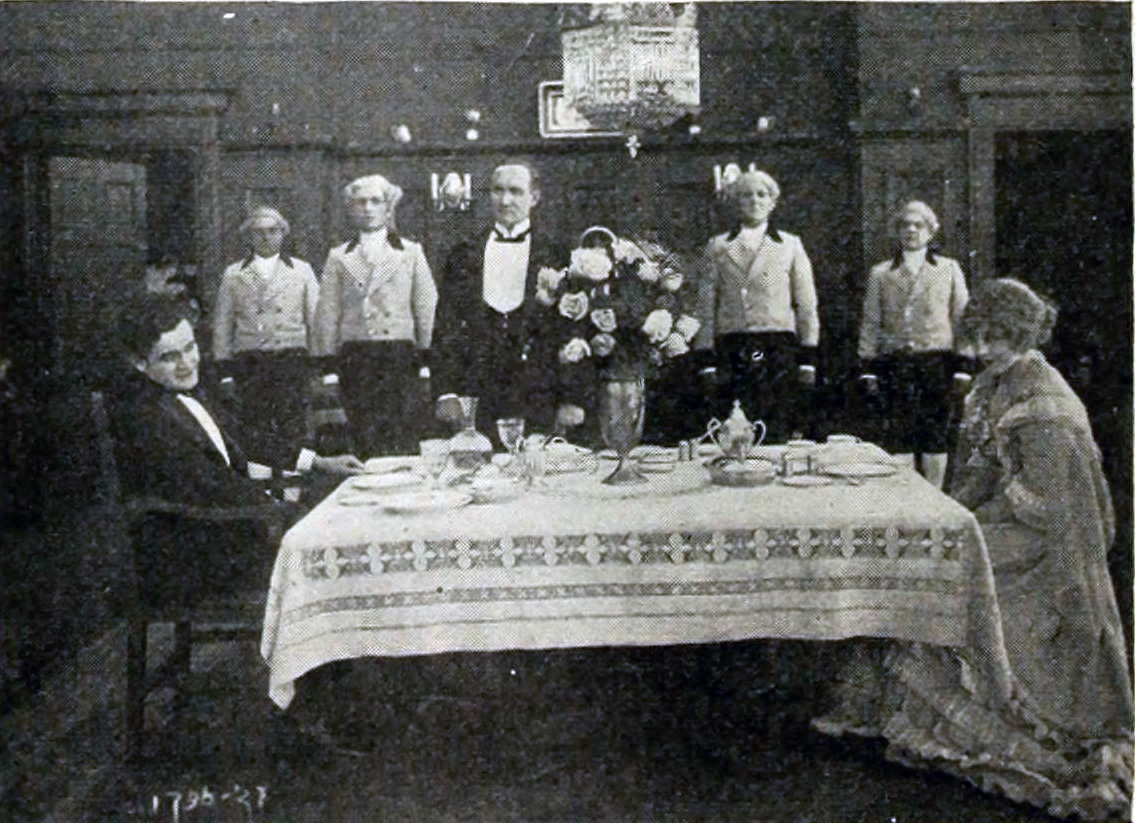
The Grasp of Greed (1916)

Pour plus de détails, voir Fiche technique et Distribution.
The Grasp of Greed est un film muet américain réalisé par Joseph De Grasse et sorti en 1916.

## Synopsis
Un jeune écrivain, très heureux à la vente de son premier livre, cède tous les droits d'auteur à son éditeur...

## Fiche technique
- Réalisation : Joseph De Grasse
- Scénario : Ida May Park, d'après un roman de H. Rider Haggard
- Date de sortie :
  - États-Unis : 17 juin 1916

## Distribution
- C. Norman Hammond : John Meeson
- Jay Belasco : Eustace
- Louise Lovely : Alice Gordon
- Gretchen Lederer : Lady Holmhurst
- Lon Chaney : Jimmie
- Lillian Leighton
- Louise Emmons